# Vattrad and
Vattrad and (Stictonetta naevosa) är en medelstor and som förekommer i södra Australien.

## Utbredning och systematik
Arten häckar främst lokalt i sydöstra och i allra sydvästligaste Australien men den observeras i våtmarker över hela södra Australien. Den är mestadels en stannfågel men under år med lång torrperiod försvinner grundare våtmarker i områden som Murray-Darling-bäckenet och kring Eyresjön och den vattrade anden flyttar då till vattendrag i kustområdena i söder.
Tidigare inkluderades denna and i underfamiljen Anserinae och ibland i Oxyurinae, men numera placeras den i den egna underfamiljen Stictonettinae. Den verkar tillhöra en uråldrig utvecklingslinje av sjöfågel från Gondwana och det har föreslagits att dess närmsta släkting skulle vara hönsgås (Cereopsis novaehollandiae).

## Utseende och fältkännetecken

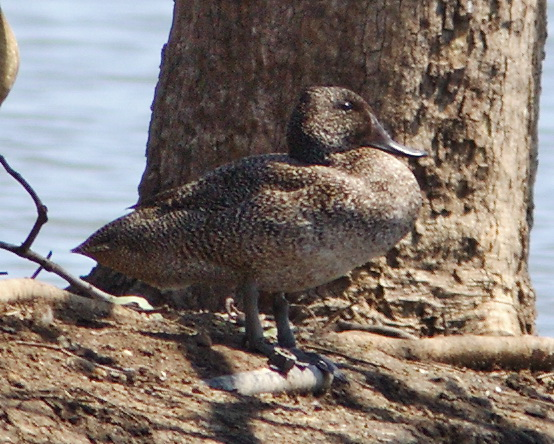

Arten har en ganska mörk fjäderdräkt som är fint vitvattrad över hela kroppen. Fältkännetecken är dess stora huvud, med en ganska bred mörk näbb och den har en något spetsig hjässa istället för rundad. Hanen i häckningsdräkt har en stor tydlig röd fläck vid roten av övre näbbhalvan. Den flyger med distinkta snabba vingslag och håller huvudet lågt, vilket ger den en puckelryggig profil. Den girar inte snabbt och landar klumpigt. När den blir störd flyger den upp och ofta börjar den cirkla över vattnet på ganska låg höjd. Den är mestadels tystlåten.

## Ekologi
Den lever i våtmarker, gärna i grunda områden med mycket växtmaterial och ofta långt in i stora våtmarker. Vid födosök tippar den framåt med stjärten i luften och betar växtdelar från botten. Den lever även av mindre vattenlevande djur. Efter häckningsperioden eller vid torrperioder flyttar den till områden med öppet vatten.
Häckningssäsongen är september till december. Boet består av ett platt rede av gräs och örter som fodras med dun. Ofta döljs boet väl i örtvegetation i kanten av, eller ute i vattnet. Den lägger fem till tolv ljusbruna och glänsande ägg.

## Status
Arten har ett stort utbredningsområde och beståndet anses vara stabilt. Internationella naturvårdsunionen IUCN listar den därför som livskraftig (LC). Världspopulationen uppskattas till mellan 7 300 och 17 000 adulta individer.
Dess hotstatus har förbättrats under de senaste 30 åren bland annat genom jaktförbud. 1988 kategoriserades den som missgynnad (NT) och 1994 som sårbar (VU) av IUCN men från och med 2000 har den kategoriserats som livskraftig (LC). Det största hotet mot arten utgörs idag av habitatförlust, främst på grund av utdikning av stora våtmarker medan andra våtmarker riskerar att få förhöjda salthalter på grund av avvattning.